# پوتسک، استان ماسوویان
پوتسک () (به لهستانی: Płock) (به ییدیش: פלאצק) یک شهر در استان ماسوویان، لهستان است. این شهر در سواحل رود ویستولا واقع شده‌است.
برپایهٔ آمار ژوئن سال ۲۰۰۹ مرکز آمار لهستان، جمعیت پوتسک در این سال بالغ بر ۱۲۶٬۶۷۵ نفر بوده‌است.

## نگارخانه

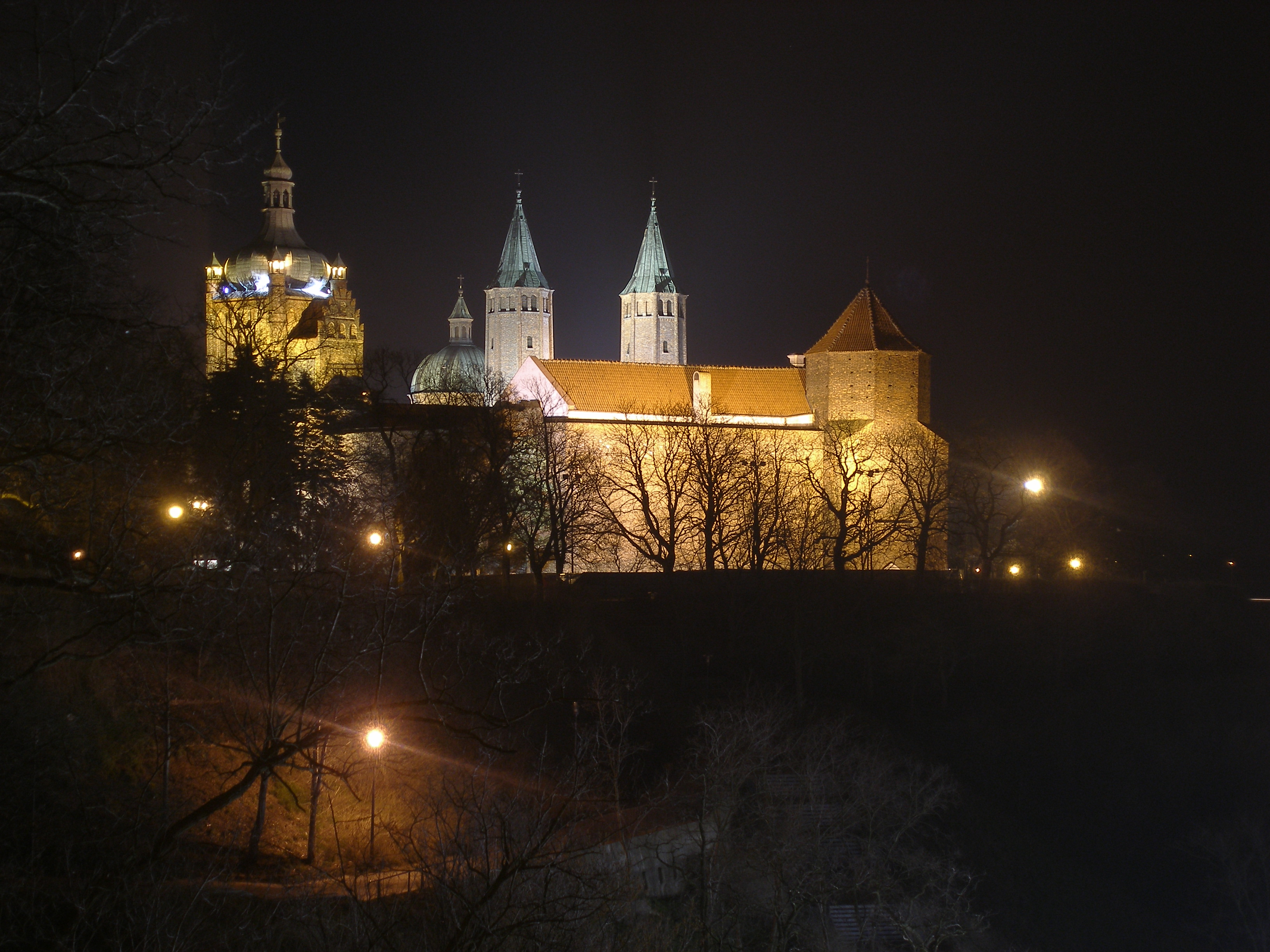
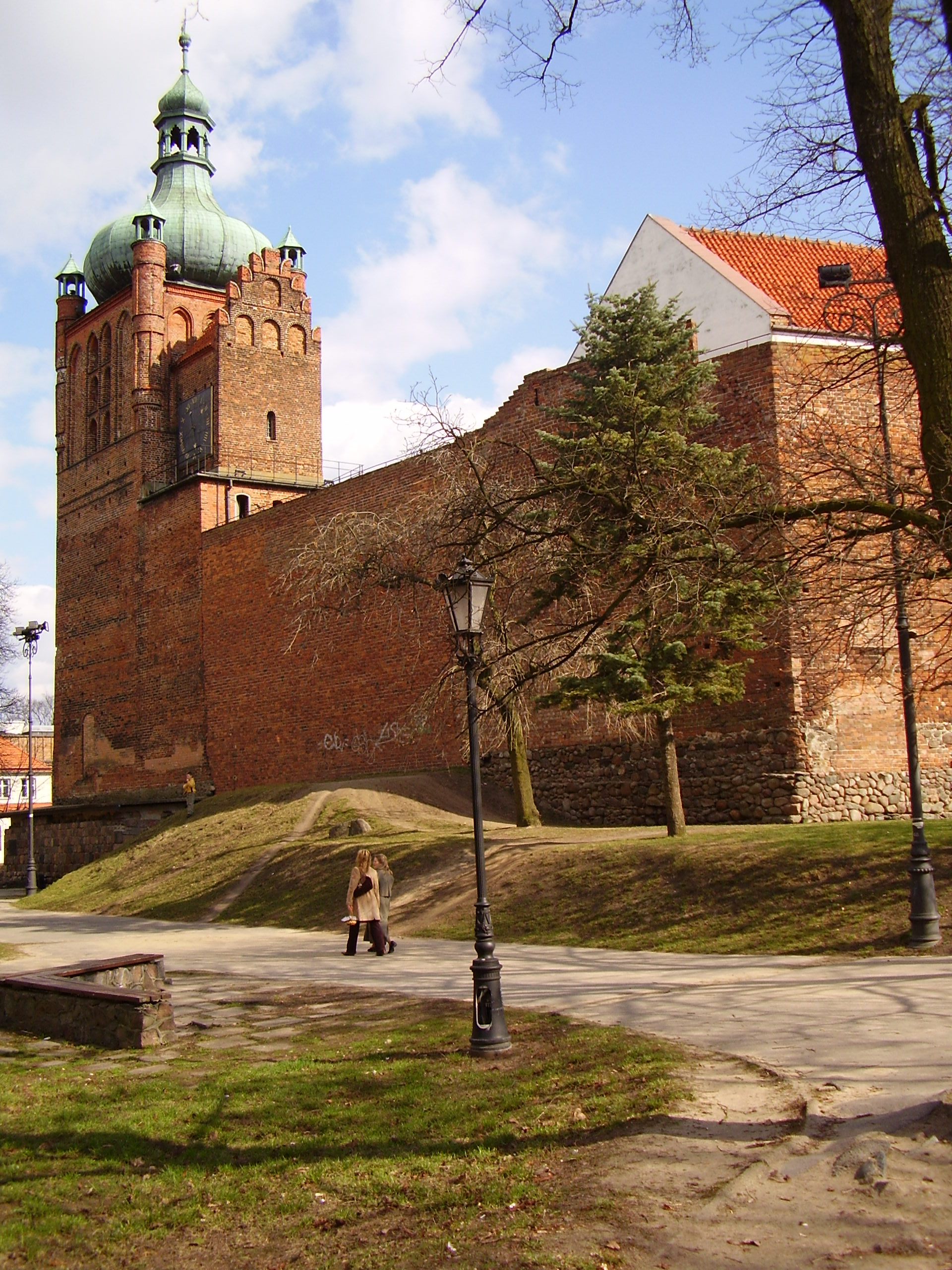
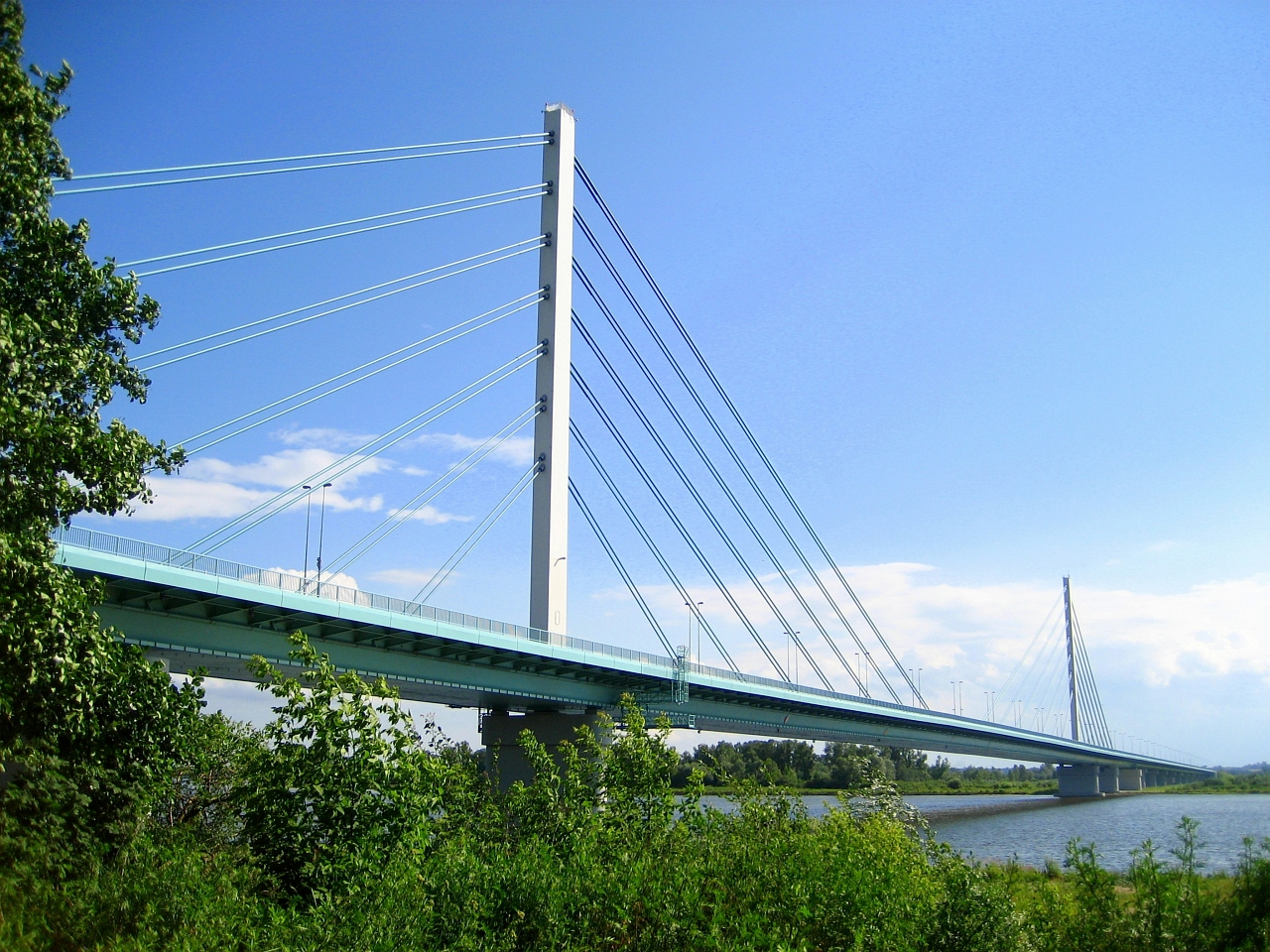
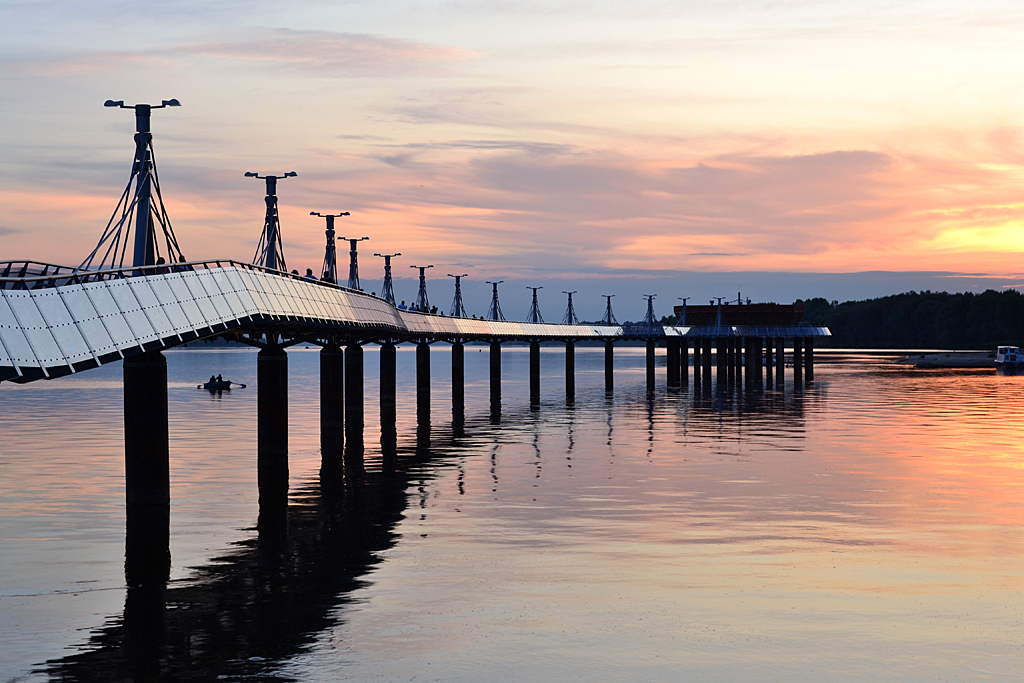